# Kirchenbuße
Kirchenbuße (lat. poenitentia publica, gr. ὑπόπτωσις hypóptōsis) bezeichnet in der alten Kirche öffentlich zu verrichtende Bußwerke, die groben und öffentlichen Sündern auferlegt wurden. Die Bestimmungen darüber rührten teils von Konzilien, teils von Kirchenvätern her und hatten den Zweck, der göttlichen Gerechtigkeit Genüge zu leisten, gegebenes Ärgernis aufzuheben und den Sünder gründlich zu bessern. Der Büßende war während der Bußzeit aus der Kirchengemeinschaft ausgeschlossen und wurde erst nach Ableistung der Strafe wieder aufgenommen.

## Geschichte
Die Geschichte dieser Bußdisziplin hat verschiedene Perioden. In der frühesten Zeit gab es nach der Taufe nur eine einmalige Chance, die durch eine schwere Sünde verlorene Zugehörigkeit zur Kirche wiederzuerlangen: Der Bischof, der die Ausstoßung ausgesprochen und bestimmte Bußwerke festgesetzt hatte, musste den Büßer nach Ableistung der Bußwerke unter Handauflegung und Gebet wieder aufnehmen.
Im 3. Jahrhundert wurde das Bußwesen vollständig ausgebildet und geordnet. Selbst die Christen, die in der diokletianischen Christenverfolgung ihren Glauben verleugnet hatten, konnten wieder in die Kirche aufgenommen werden, wenn sie sich der Kirchenbuße unterworfen hatten.
Dazu mussten alle, die durch schwere Vergehen Ärgernis gegeben hatten, vier Grade der Buße durchlaufen, deren Dauer nach der Größe des Vergehens bemessen wurde:
- Die erste Klasse bildeten die Weinenden (gr. προσκλείοντες proskleíontes, lat. flentes, hiemantes), die vor den Türen der Kirche im Büßergewand weinend und auf der Erde liegend die Eintretenden um Wiederaufnahme anflehen mussten.
- Die zweite Klasse der Hörenden (ἀκροώμενοι akroōmenoi, audientes) durfte in der inneren Vorhalle (dem Narthex) der Vormesse beiwohnen, musste sich aber beim Beginn der Opfermesse entfernen; die Dauer dieser Bußzeit betrug gewöhnlich drei Jahre.
- Die dritte Klasse, die der fußfällig Knienden (ὑποπίπτοντες hypopíptontes, genuflectentes, substrati), durfte der Vormesse kniend beiwohnen und wurde vor der Opfermesse mit einem Segen entlassen; diese Bußzeit dauerte länger, nach den Bestimmungen des Konzils von Nicäa sieben Jahre, öfter die ganze Lebenszeit.
- Die vierte Klasse der Stehenden (συστάντες systάntes, consistentes) durfte dem ganzen Gottesdienst stehend beiwohnen, war aber nicht zum Empfang der Kommunion zugelassen. Diese Bußzeit dauerte gewöhnlich zwei Jahre.[1]

Während der gesamten Bußzeit mussten die Büßenden mit abgeschnittenen Haaren bzw. mit einem Bußschleier in einen Sack gekleidet erscheinen, fasten, sich aller öffentlichen Geschäfte, des Badens und aller Vergnügungen enthalten. Nach Beendigung der Bußzeit in der vierten Klasse und Ablegung eines öffentlichen Sündenbekenntnisses (ἐξομολόγησις exomológesis) mit der Bitte um Aussöhnung mit der Kirche wurden sie – gewöhnlich an einem Gründonnerstag – vom Bischof durch Erteilung der Absolution wieder aufgenommen.
Der Bischof konnte die Dauer der Kirchenbuße auch abkürzen, etwa bei Zeichen besonders ernster Reue und bei Todesgefahr. Im Anschluss an die decianische Christenverfolgung wurde auch Nachsicht gewährt, wenn die Ausgestoßenen Libelli pacis von Märtyrern und Bekennern vorweisen konnten.
Von der Unwiederholbarkeit der Buße rückte man im Laufe der Zeit allmählich ab. In der Ostkirche zeichneten sich Lockerungen bereits im 4. Jahrhundert ab, in der Westkirche wurde dies spätestens im 8. Jahrhundert deutlich. Die Unterscheidung der Grade fiel nach und nach weg und die öffentliche Kirchenbuße verwandelte sich mehr und mehr in eine geheime Buße des Einzelnen vor einem Beichtvater. Dieser konnte sich bei der Verhängung der Strafen an sogenannten Pönitentialbüchern orientieren, wie sie in großer Zahl überliefert sind, etwa von Theodor von Canterbury, Beda Venerabilis u. a. Darin sind für einzeln spezifizierte Vergehen als angemessen empfundene „Bußtaxen“ aufgelistet.
Obwohl die Kirchenbuße gegen Ende des 16. Jahrhunderts vielerorts abgeschafft wurde, wurde sie zu Teilen im 18. Jahrhundert wieder eingeführt. Aufgrund von steigenden Kindstötungsdelikten wurde sie dann jedoch wieder abgeschafft, so z. B. 1786 in Weimar durch Goethe.

## Katholische Kirche
Im 13. Jahrhundert verschwand die Kirchenbuße bis auf wenige Ausnahmen ganz. An ihre Stelle trat die in der Römisch-katholischen Kirche noch heute bestehende Praxis, in der geheimen Beichte eine im Verhältnis zur Schwere der Sünden stehende Buße durch Gebet, Fasten, Almosengeben usw. aufzuerlegen.

## Orthodoxe Kirchen
Noch einfacher wird sie zugleich mit dem Bann und der Exkommunikation in der Griechischen Kirche geübt.

## Lutherische Kirche
Von der älteren Lutherischen Kirche wurde zwar die römische Bußlehre verworfen, aber die alte Bußzucht beibehalten und besonders gegen fleischliche Verbrecher geübt. Ihr Vergehen wurde öffentlich beim Gottesdienst vom Geistlichen der Gemeinde verkündigt, während die Delinquenten am Altar knien und dann noch einmal selbst ein öffentliches Sündenbekenntnis ablegen mussten. Erst dann konnten sie die Absolution empfangen und nun mit den übrigen Kommunikanten, doch gewöhnlich zuletzt, am Abendmahl teilnehmen. Nach ihrer weitgehenden Abschaffung im 18./19. Jahrhundert suchte die strengere kirchliche Partei ihre Wiedereinführung in Form der Kirchenzucht.

## Reformierte und Freikirchen
Weit strenger wurde die Kirchenbuße in der Reformierten Kirche gehandhabt, besonders in der Schweiz, in Frankreich und in Holland durch den Einfluss Calvins, und namentlich in der Presbyterianischen Kirchen durch John Knox. Man nahm dabei bewusst die altkirchliche Tradition wieder auf, wobei auch hier die kirchliche Strenge nachließ wie ebenso in der Anglikanischen Kirche, die früher die Kirchenbuße mit großem Ernst handhabte.
In der strengsten Form bestand die Kirchenbuße fort bei den Böhmischen Brüdern, Herrnhutern, Mennoniten, Quäkern und bestimmten amerikanischen Freikirchen.